# Sinal de Rigler
O sinal de Rigler, também conhecido como sinal de parede dupla, é um sinal médico que se refere à visualização, na radiografia de abdômen, da parede gástrica ou intestinal devida à presença de gás na cavidade abdominal (pneumoperitônio).